# مقاطعة ريل (تكساس)
مقاطعة ريل (بالإنجليزية: Real  County)‏ هي إحدى المقاطعات في ولاية تكساس، الولايات المتحدة الأمريكية.